# 清遠駅
清遠駅（せいえん-えき）は中華人民共和国広東省清遠市に位置する武広旅客専用線の駅である。かつて、在来線である京広線に清遠駅が存在したが、そちらは
武広旅客専用線開通に先立つ2009年12月15日に、源潭駅に改称されている。

## 駅構造
- 相対式ホーム2面4線の、切通しに設けられた地上駅で、外側2線は停車用、内側2線は通過線である。駅舎は、南北を貫く線路の、西側にある。

## 駅周辺

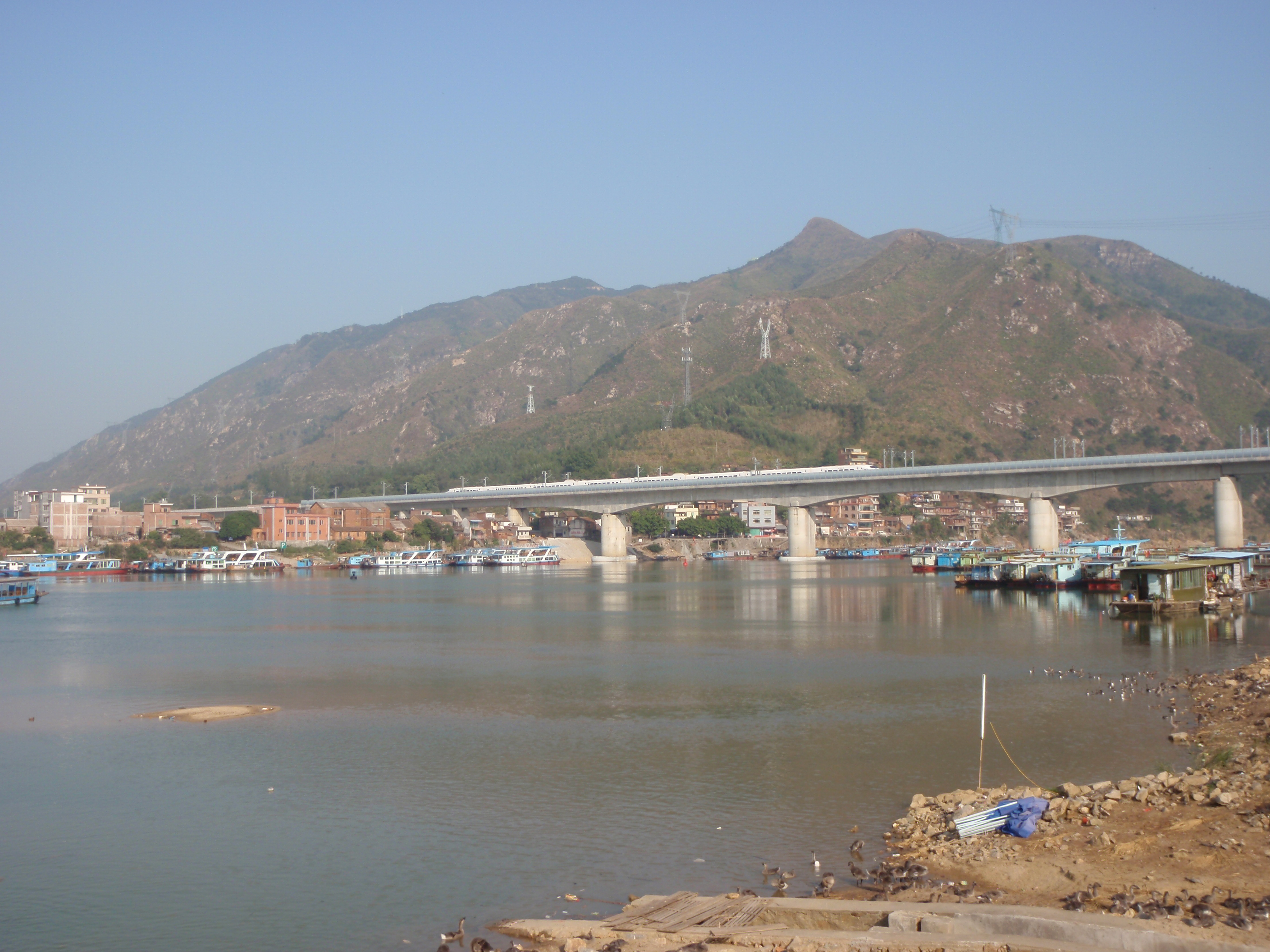
五一碼頭と北江白廟橋梁

- 五一碼頭

## バス路線
- 9路

## 歴史
- 2009年12月26日 - 開業。

## 隣の駅
中国国鉄
■武広旅客専用線
韶関駅 - (新英徳駅) - - 清遠駅 - 広州北駅
座標: 北緯23度41分46秒 東経113度07分46秒 / 北緯23.69609度 東経113.12944度